# PSR J1719-1438

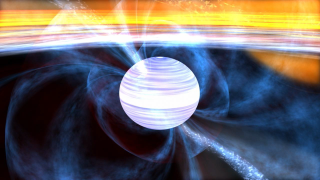
Concepção artística de um pulsar com período da ordem de milissegundos.

PSR J1719-1438 é um pulsar localizado a 4000 anos luz da Terra, na constelação de Serpente, notável pela provável existência de um planeta, PSR J1719-1438 b, feito de diamante em sua órbita.
As medidas de tempo do pulsar mostram que ele tem um companheiro de massa menor. Este companheiro tem uma massa similar a do planeta Júpiter, porém 20 vezes mais denso, com apenas cerca de 40% de seu diâmetro. Ele orbita o pulsar a cada período de 130 min. e a uma distância de cerca de 600 mil km, e é provavelmente feito dos restos de uma estrela cujas bordas exteriores foram desviadas para lá pela gravidade da maior massa do pulsar. Cálculos astronômicos demonstraram que este companheiro possui uma densidade mínima de 23 gramas por centímetro cúbico e trata-se provavelmente de uma anã branca de baixa massa, feita primariamente de carbono e oxigênio.
Como este companheiro orbital ainda invísivel do PSR J1719-1438 tem o tamanho de um planeta e é constituído essencialmente de carbono, com uma composição ainda desconhecida de oxigênio, os cientistas o creem como sendo igual a um enorme diamante. Nos meios científicos, ele vem sendo chamado de "Planeta Diamante".